# Camusteel
Camusteel (Schots-Gaelisch: Camas Teile) is een dorp in de Schotse lieutenancy Ross and Cromarty in het raadsgebied Highland ongeveer 2 kilometer ten zuiden van Applecross.